# Cai (estat)
L'Estat de Cài (xinès tradicional: 蔡國, xinès simplificat: 蔡國, pinyin: Càiguó, Wade-Giles: Ts'ai Kuo) fou un estat xinès durant la Dinastia Zhōu (1122–256 aC), prominent en el període de Primaveres i Tardors (770-476 aC) abans de ser extingit a principis del període dels Regnes Combatents (475-221 aC).

## Història
El primer rei dels Zhōu, Wŭ (?-1043 aC) concedí títols i territoris als seus germans menors. Un, Jī Dù, va ser coronat en l'actual Shàngcài (上蔡), Zhùmǎdiàn, Hénán, Xina, i fou conegut com a Cài Shúdù ("Oncle Cai"). El seu fill, Jī Hú (Cài Zhòng), establí una capital a Shàngcài.
Amb només l'autoritat central nominal durant el període de les Primaveres i Tardors, l'Estat de Cài es va veure obligat a traslladar-se diverses vegades després de ser envaït per l'Estat de Chǔ, primer a Xīncài (新蔡) en el 531 aC i finalment a Zhōulái (州來, avui en dia Fèngtái [鳳台], Huáinán, Ānhuī) a un lloc dit Xiàcài (下蔡), convertint-se en vassall de Wu. El Rei Huì de l'Estat Chǔ conquerí Cài en el 447 aC i el seu territori va passar a formar part de la frontera militar del nord de Chǔ.
Als marquesos Cài se'ls va permetre emigrar al sud del riu Yangtze a l'àrea que és ara Chángdé (Húnán) i així pogueren ubicar-se a un lloc anomenat Gāocài (高蔡) però aquest darrer estat va ser abolit 80 anys després.

## Llegat
Amb la difusió dels cognoms a totes les classes socials en l'Imperi Qín establert en el 221 aC, molta gent de l'antic Estat de Cài va prendre el cognom de Cài en memòria del seu estat anterior.